# Axanthosoma io
Axanthosoma io är en stekelart som beskrevs av Girault 1915. Axanthosoma io ingår i släktet Axanthosoma och familjen kragglanssteklar. Inga underarter finns listade.